# Víctor Ulloa (futbolista nacido en 1991)
Víctor Javier Ulloa Ulloa, más conocido como "el loco"  (Lima, 15 de marzo de 1991) es un futbolista peruano. Juega de arquero y su equipo actual es Juventud Santo Domingo de la Liga 3 de Perú. Tiene 34 años.

## Trayectoria
Victor salió de las divisiones menores de Sporting Cristal y el año 2009 fue promovido al primer equipo.
En Sporting Cristal jugó al lado del portero peruano José Carvallo y Yoshimar Yotún, quienes fueron mundialistas en la Copa Mundial de Fútbol de 2018.
El 2018 fichó por Atlético Grau, llegando hasta la fase final, perdiendo en cuartos de final contra Carlos A. Mannucci, el 2019 ficha por Pirata FC, club con el que desciende de categoría. En el 2020 se desempeñó en el club Comerciantes unidos, 2021 en el Juan Aurich, 2022 Llacuabamba y 2023 Carlos Stein. Este 2024 se desempeñó en Los Diablos Rojos de Huancavelica.

## Selección nacional

### Selección peruana sub -15, sub-17 sub- 20
Formó parte de la selección peruana sub-15 de Perú, en Bolivia santa cruz de la sierra en el 2005.
Formó parte de la selección peruana Sub-17 denominada "Los Jotitas", la cual clasificó a la Copa Mundial de Fútbol Sub-17 de 2007. Fue suplente de Eder Hermosa junto a Pedro Gallese actual arquero de la Selección peruana de fútbol en la Copa Mundial de fútbol Sub-17.
También formó la selección sub-20 de Perú en el año 2011 realizado el sudamericano en arequipa-Perú.

## Clubes
| Club                        | País | Año       |
| --------------------------- | ---- | --------- |
| Sporting Cristal            | Perú | 2009      |
| Colegio Nacional de Iquitos | Perú | 2010      |
| Real Garcilaso              | Perú | 2011      |
| Carlos A. Mannucci          | Perú | 2011      |
| UTC                         | Perú | 2011      |
| Universitario UPAO          | Perú | 2012      |
| Miguel Grau (Huamachuco)    | Perú | 2012      |
| Deportivo Binacional        | Perú | 2013      |
| Atlético Grau               | Perú | 2014      |
| Defensor La Bocana          | Perú | 2014      |
| Unión Tarapoto              | Perú | 2015-2016 |
| Alfredo Salinas             | Perú | 2016      |
| Alfonso Ugarte (Puno)       | Perú | 2017      |
| Atlético Grau               | Perú | 2018      |
| Pirata F.C.                 | Perú | 2019      |
| Comerciantes Unidos         | Perú | 2020      |
| Juan Aurich                 | Perú | 2021      |
| Deportivo Llacuabamba       | Perú | 2022      |
| Carlos Stein                | Perú | 2023      |
| Juventud Santo Domingo      | Perú | 2025 -    |

## Palmarés

### Distinciones individuales
| Distinción                                                                | Año  |
| ------------------------------------------------------------------------- | ---- |
| Preseleccionado como arquero en el mejor once de la Liga 2 según la SAFAP | 2020 |